# Barthold Heinrich Michael Beseler
Barthold Heinrich Michael Beseler (* 29. September 1812 in Rendsburg; † 2. April 1895 ebenda) war ein deutscher Glockengießer und Eichmeister.

## Leben und Wirken
Barthold Heinrich Michael Beseler war ein Sohn von Jakob Friedrich Beseler und dessen Ehefrau Dorothea Elisabeth Margarethe Blohm. Seine Vorfahren aus der Glockengießerfamilie Beseler produzierten in Rendsburg seit 1758 Glocken und Geschütze. Der Vater führte das Unternehmen in dritter Generation.
Nach dem Beginn der Schleswig-Holsteinischen Erhebung beschloss Beselers Vater, die dänischen Zollauflagen zu umgehen. Daher eröffnete er eine zweite Produktionsstätte in Carlshütte, deren Glocken nach Schleswig geliefert werden sollten. Die Leitung übertrug er seinem Sohn Barthold Heinrich Michael, der hier 17 bekannte Glocken fertigte.
Barthold Heinrich Michael Beseler war seit dem 4. Mai 1839 verheiratet mit Catharina Stuck (1812–1883) aus Meggersee nahe Friedrichstadt. Das Ehepaar bekam acht Kinder.